# Ai Iijima
Pour les articles homonymes, voir Iijima (homonymie).
Ai Iijima (飯島 愛, Iijima Ai, 1972 - 2008), de son nom patronymique Matsue Ōkubo (大久保 松恵, Ōkubo Matsue), est une actrice japonaise de film pornographique et une personnalité des médias de masse. Elle a également été mannequin de charme et chanteuse sous le nom de Mitsuko Ishii (石井 光子, Ishii Mitsuko).

## Biographie

### Enfance et adolescence
Dans son autobiographie, Iijima décrit une enfance malheureuse. Victime d'un viol à l'âge de 10 ans elle a dû se faire avorter,. Elle se sauve du domicile parental alors qu'elle est encore adolescente et déclare à ce sujet: « j'ai haï mes parents au point de vouloir devenir clocharde et dormir dans les jardins publics enveloppée dans du papier journal »,.
À cette époque, pour survivre, Iijima travaille dans des établissements de karaoké, des snack bars ou des hotess clubs situés dans le quartier de Ginza et dans des établissements enjo kōsai.
Elle débute dans le divertissement vers la fin de son adolescence au sein de programmes télévisés diffusés à une heure tardive. Elle est vêtue d'un bikini, d'un tanga (connu au Japon sous le nom de T-back) ou d'une minijupe mais se présente parfois la poitrine dénudée. Son nom de scène a été choisi par un de ses admirateurs.

### Début de carrière
Iijima débute dans la vidéo pornographie en 1992 pour la firme Crystal Eizo AV. Son prénom Ai est celui sous lequel elle travaille dans les bars. Elle se hisse rapidement en tête des actrices de ce genre, interprétant plus de 100 films. Elle se produit dans le programme télévisé nocturne Gilgamesh Night où elle gagne le sobriquet de T-back Queen, en raison de son habitude de présenter ses fesses à la caméra en soulevant sa jupe pour montrer son tanga.
Arrivée en tête des actrices de film pornographique Japonais à l'âge de 20 ans, elle décide d'abandonner cette carrière pour recentrer ses activités vers les distractions haut de gamme.
Après avoir mis fin à sa carrière dans l'industrie de la vidéo pour adultes, Iijima enregistre un CD de chansons en 1993 sous le nom de Mitsuko Ishii et devient une partenaire régulière d'émission variétés télévisées diffusées dans la journée. En peu de temps, elle accède à la notoriété de meilleure tarento et fait ainsi la transition entre la pornographie et les œuvres de distractions plus valorisantes. Iijima a même fourni l'histoire de ses propres mangas, Time Traveler Ai, dans lesquelles elle est décrite comme le personnage principal. Elle est aussi connue pour avoir contribué au jeu vidéo Magical Pop'n en faisant la voix de l'héroine,,.
Apparemment, Iijima est reconnue pour parler franchement de son passé et de sa vie. En réalité, affirme un de ses amis, « à première vue, Ai semble être « brut de décoffrage » mais en réalité elle est terriblement sensible et délicate et pense toujours aux autres en leur faisant de petits cadeaux. Elle est de ces personnages… ».

### Platonic Sex
Iijima publie un roman partiellement autobiographique, Platonic Sex, en 2000. Il s'agit d'une jeune fille qui délaisse son foyer pour fuir ses parents et qui finit actrice de films pour adultes. Ce livre est un best-seller qui se vend à 1,7 million d'exemplaires. Courant 2004, il est traduit en coréen, chinois, espagnol, italien et une version anglaise était également envisagée. Il en a été tiré une série télévisée de quatre heures ainsi qu'un film qu'Iijima a supervisé. L'expression « watashi teki ni wa » (私的には, « à ma façon ») est passée dans le langage courant à la suite du succès qu'ont rencontré aussi bien le livre que le film.

### Carrière ultérieure
À partir de l'année 2000, Iijima paraît régulièrement pour plusieurs émissions de télévision. Dix ans après avoir rompu avec son passé dans l'industrie du film pornographique, Iijima est maintenant connue pour être en tête des personnes les plus en vogue de la télévision japonaise au point que nombre de ses jeunes téléspectateurs ignorent qu'elle fut, à un moment donné, l'une des plus grandes actrices de vidéos pour adultes. Les objets concernant ses débuts s'enlèvent à des prix élevés. Un recueil non autorisé à la publication a été très bien vendu en 2002 jusqu'à ce que ses avocats le fassent retirer du marché.
Le succès grandissant d'Iijima lui ouvre les portes de la Haute Société Nippone. Elle déjeune avec Jun'ichiro Koizumi, ministre de la Santé et de l'Aide Sociale au Japon. Iijima déclare à ce propos que le futur Premier Ministre a discuté avec elle au sujet de la vie sexuelle de la libellule.
Au mois de novembre 2004, Iijima est l'invitée du Foreign Correspondents' Club of Japan pour parler de son passé. Un peu plus tard au cours de ce même mois, elle participe au Congrès pour la lutte contre le SIDA de Tokyo sous l'égide des Nations unies. Ce congrès prépare la Journée Mondiale du SIDA qui a lieu une semaine après, le 1er décembre 2004.

### Retrait de la vie publique
Après les problèmes qu'a connus Iijima au cours de son jeune âge, sa carrière d'artiste est remarquablement calme pendant une dizaine d'années jusqu'à ce qu'elle soit victime d'un escroc, salarié de son agence, qui lui extorque quelque 100 millions de yens. En 2006, elle marque une pause de deux semaines dans le poste qu'elle occupe au sein de l'émission de variétés télévisée Sunday Japan diffusée le samedi matin. Elle a plus tard révélé dans son blog qu'elle souffrait de pyélonéphrite, de cystite et de lombalgies. La presse s'en est aussitôt emparée pour annoncer son possible départ.
Au mois de mars 2007, à la question que lui pose Sunday Japon de savoir si les rumeurs de son départ sont fondées, elle répond « Oui, j'ai souhaité prendre du recul pendant un certain temps. Je vous ferai part de ma décision pour ce qui est de la suite la semaine prochaine »,.
La présence d'Iijima, pour la dernière fois, au programme de la chaîne de télévision KinSuma à laquelle elle a été fidèle pendant cinq ans sonne comme un « adieu de deux heures avec discours, bouquets de fleurs et pleurs »,. Lorsque le psychologue Fujiko Kimura fait face à l'actrice au cours du programme et lui demande de continuer en suggérant qu'il y aurait d'autres raisons à son départ que ce qu'elle avait bien voulu faire savoir, Iijima « semble l'admettre parfaitement et fond en larmes »,.
Quelles que soient les circonstances qui ont amené l'actrice à cesser son activité à l'âge de 34 ans, la carrière d'Iijima a été qualifiée « d'une des carrières les plus remarquables dans le monde ennuyeux de la distraction au Japon ».

### Décès
Le mercredi 24 décembre 2008, Iijima est retrouvée morte à son domicile de Tokyo près de Shibuya Crossing. Le décès remonterait à sept jours. Il semblerait que l'actrice était traitée pour une dépression bien qu'ayant trouvé du travail dans la vente de préservatifs féminins. De nombreuses hypothèses (dont le suicide) ont été avancées pour expliquer le décès mais le compte-rendu d'autopsie en date de février 2009 l'attribue à une pneumonie. Elle était âgée de 36 ans.

## Filmographie

### Vidéos pornographiques
| Titre du film,.                                                                   | Producteur Identification                 | Réalisateur      | Parution         |
| --------------------------------------------------------------------------------- | ----------------------------------------- | ---------------- | ---------------- |
| 激射の女神 愛のベイサイドクラブ Debut                                             | Crystal-Eizou (en)                        |                  | avril 1992       |
| Doukyuusei Ha Amazuppaku Nure Te 同級生は甘ずっぱく濡れて                         | VIP (en) 9B-033                           | Futoshi Kamino   | 9 mai 1992       |
| レイプされた女学生 季節はずれの快感物語                                           | Crystal-Eizou (en) Messiah ME-25          | Futoshi Kamino   | 26 mai 1992      |
| Busy Love 愛が忙しい                                                              | VIP 9B-043                                | Futoshi Kamino   | 12 juin 1992     |
| Sexual Nurse - Sexual Examination 美乳ナース・暴淫棒食                            | Tairiku Shobo Foxy TFO-37                 | Jiro Taga        | 25 juin 1992     |
| Tokyo Dorompa Daughter - Special Bunny Girl 東京ドロンパ娘 スペシャルバニーガール | Crystal-Eizou (en) Messiah ME-29          | Jiro Taga        | 9 juillet 1992   |
| A Bride's Pure Underwear 花嫁の生下着                                             | VIP 9B-053                                | Jiro Taga        | 24 juillet 1992  |
| Deadly Spasms 必殺のケイレン                                                      | Crystal-Eizou Messiah ME-32               |                  | 4 août 1992      |
| 19 Year Old Wife 奥様は１９歳                                                     | VIP 9B-063                                | Jiro Taga        | 28 août 1992     |
| Great Uniform Vibe Chapter 2 大制服バイブ 第２章                                  | Stella STV-1105                           | Jiro Taga        | 17 octobre 1992  |
| Thong Queen ＴバックＱＵＥＥＮ                                                    | Kuki RT-17                                | Jiro Taga        | 28 octobre 1992  |
| Otenki Oneesan お天気お姉さん                                                     | Crystal-Eizou (en) Great Confidence GC-36 | Jiro Taga        | 12 novembre 1992 |
| Sister-in-Laws's Used Underwear 3 Ai Iijima 義姉の生下着 ３ 飯島愛                | Kuki RT-18                                | Shin Katsukawa   | 23 décembre 1992 |
| Dorompa Daughter 5 - Valentine Panic ドロンパ娘 ５ バレンタイン大パニック         | Crystal-Eizou Messiah ME-51               | Kyosuke Murayama | 11 février 1993  |
| Flash Paradise フラッシュパラダイス                                               | Alice Japan KA-1530                       |                  | 5 mai 1993       |
| Dorompa Daughter 6 - Suteki na Pichipichi Pai ドロンパ娘 ６ 素敵なピチピチパイ    | Crystal-Eizou Messiah ME-57               | Kyosuke Murayama | 25 mars 1993     |
| Dorompa Daughter 7 - Mune Sawagi No Koshitsuki ドロンパ娘 ７ 胸さわぎの腰つき     | Crystal-Eizou Messiah ME-61               | Kyosuke Murayama | 22 avril 1993    |
| Special Fuck Play Vol.8: Raped Fiance レイプされたフィアンセ ドロンパ娘8          | Crystal-Eizou Messiah ME-64               | Kyosuke Murayama | 1993             |
| Mejiri 女尻                                                                       | Alice Japan KA-1556                       | Kyosuke Murayama | 11 juin 1993     |